# Kiran Baliyan
Kiran Baliyan (* 6. März 1999) ist eine indische Leichtathletin, die sich auf das Kugelstoßen spezialisiert hat.

## Sportliche Laufbahn
Ihren ersten internationalen Wettkampf bestritt Kiran Baliyan im Jahr 2018, als sie bei den Juniorenasienmeisterschaften in Gifu mit einer Weite von 14,02 m den fünften Platz belegte. 2023 nahm sie an den Asienspielen in Hangzhou teil und gewann dort mit 17,36 m die Bronzemedaille hinter den Chinesinnen Gong Lijiao und Song Jiayuan.
2023 wurde Baliyan indische Meisterin im Kugelstoßen.

## Persönliche Bestleistungen
- Kugelstoßen: 17,92 m, 10. September 2023 in Chandigarh